# Bértiz-Arana
Bértiz-Arana (em castelhano) ou Bertizarana (em basco) é um município da Espanha na província e comunidade autónoma de Navarra. Tem 39,56 km² de área e em 2021 tinha 596 habitantes (densidade: 15,1 hab./km²).

## Demografia
| Variação demográfica do município entre 1991 e 2004 | Variação demográfica do município entre 1991 e 2004 | Variação demográfica do município entre 1991 e 2004 | Variação demográfica do município entre 1991 e 2004 |
| --------------------------------------------------- | --------------------------------------------------- | --------------------------------------------------- | --------------------------------------------------- |
| 1991                                                | 1996                                                | 2001                                                | 2004                                                |
| 658                                                 | 651                                                 | 650                                                 | 689                                                 |